# Jurij Vega
Jurij Bartolomej Vega (em alemão:  Georg Bartholomäus Freiherr von Vega, latinizado Georgius Bartholomaei Vecha; Zagorica pri Dolskem, Dol pri Ljubljani, Eslovênia, 23 de março de 1754 — Viena, 26 de setembro de 1802) foi um matemático e oficial da artilharia esloveno, provavelmente de origem espanhola. É autor da tábua de logaritmos com sete casas, obra fundamental posteriormente publicada sob o título de "Thesaurus Logarithmorum Completus".

## Realizações matemáticas

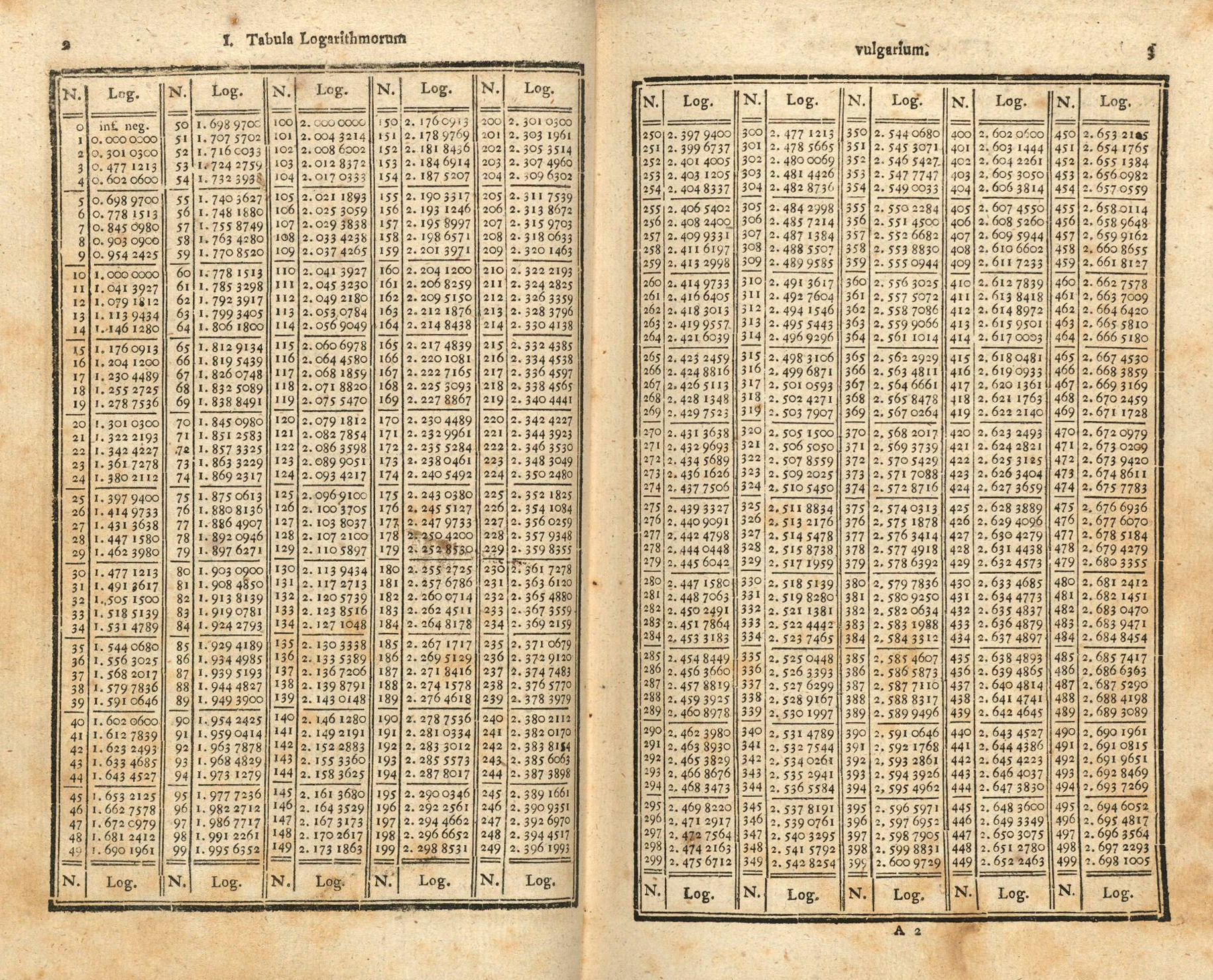
"Tabula logarithmorum vulgarium", 1797

Vega publicou uma série de livros de tabelas de logaritmos. O primeiro apareceu em 1783. Muito mais tarde, em 1797, foi seguido por um segundo volume que continha uma coleção de integrais e outras fórmulas úteis. Seu Manual, publicado originalmente em 1793, foi posteriormente traduzido para vários idiomas e apareceu em mais de 100 edições. Sua principal obra foi Thesaurus Logarithmorum Completus, que foi publicado pela primeira vez em 1794 em Leipzig (sua 90ª edição foi publicada em 1924). Esta tabela matemática foi realmente baseada em Adriaan Vlacq das tabelas, mas corrigiu uma série de erros e estendeu os logaritmos das funções trigonométricas para os pequenos ângulos. Um engenheiro, Franc Allmer, honorável senador da Graz University of Technology, encontrou as tabelas logarítmicas de Vega com 10 casas decimais no Museu de Carl Friedrich Gauss em Göttingen. Gauss usou esse trabalho com frequência e nele escreveu vários cálculos. Gauss também encontrou alguns dos erros de Vega nos cálculos da gama de números, dos quais há mais de um milhão. Uma cópia do Thesaurus de Vega pertencente à coleção particular do matemático britânico e pioneiro da computação Charles Babbage (1791–1871) está preservada no Observatório Real, Edimburgo.
Ao longo dos anos, Vega escreveu um livro de quatro volumes, Vorlesungen über die Mathematik (Palestras sobre Matemática). O Volume I apareceu em 1782 quando ele tinha 28 anos, o Volume II em 1784, o Volume III em 1788 e o Volume IV em 1800. Seus livros também contêm tabelas interessantes: por exemplo, no Volume II pode-se encontrar expressões de forma fechada para senos de múltiplos de 3 graus, escrito de uma forma fácil de trabalhar.
Vega escreveu pelo menos seis artigos científicos. Em 20 de agosto de 1789, Vega alcançou um recorde mundial ao calcular o pi com 140 casas, das quais as primeiras 126 estavam corretas. Este cálculo ele propôs à Academia Russa de Ciências em São Petersburgo no livreto V. razprava (A quinta discussão), onde ele encontrou com seu método de cálculo um erro no 113º lugar da estimativa de Thomas Fantet de Lagny (1660–1734) de 1719 de 127 lugares. Vega manteve seu recorde por 52 anos até 1841 e seu método é mencionado até hoje. Seu artigo só foi publicado pela Academia seis anos depois, em 1795. Vega melhorou Fórmula de John Machin de 1706:
{\displaystyle {\pi  \over 4}=4\arctan \left({1 \over 5}\right)-\arctan \left({1 \over 239}\right)}
com sua fórmula, que é igual à fórmula de Euler de 1755: 
{\displaystyle {\pi  \over 4}=5\arctan \left({1 \over 7}\right)+2\arctan \left({3 \over 79}\right)\;,}
e que converge mais rápido que a fórmula de Machin. Ele havia checado seu resultado com a fórmula similar de Hutton:
{\displaystyle {\pi  \over 4}=2\arctan \left({1 \over 3}\right)+\arctan \left({1 \over 7}\right)\;.}
Ele havia desenvolvido o segundo mandato da série apenas uma vez.
Embora tenha trabalhado nas disciplinas de balística, física e astronomia, suas maiores contribuições são para a matemática da segunda metade do século XVIII.
Em 1781, Vega tentou levar adiante sua ideia na monarquia austríaca dos Habsburgos sobre o uso do sistema métrico decimal de unidades. Sua ideia não foi aceita, mas foi introduzida mais tarde sob o imperador Franz Josef I em 1871.
Vega foi membro da Academia de Ciências Práticas em Mainz, da Sociedade Física e Matemática de Erfurt, da Sociedade Científica da Boêmia em Praga e da Academia Prussiana de Ciências em Berlim. Ele também foi membro associado da British Scientific Society em Göttingen. Ele foi premiado com a Ordem de Maria Teresa em 11 de maio de 1796. Em 1800, Vega obteve o título de barão hereditário, incluindo o direito ao seu próprio brasão.

## Obras matemáticas
- Logarithmische, trigonometrische und andere zum Gebrauche der Mathematik eingerichtete Tafeln und Formeln (Viena 1783. 2ª edição: 2 vols., Leipzig 1797, digitalizado: Vol. 1, Vol. 2)
- Georg Vega's, Major beim Kaiserl. Königl. Bombardierkorps, Logarithmisch-trigonometrisches Handbuch, anstatt der kleinen Vlackischen, Wolfischen und anderen dergleichen, meistens sehr fehlerhaften, logarithmisch-trigonometrischen Tafeln für die Mathematik-Beflissenen eingerichtet (Leipzig 1793)
- Thesaurus logarithmorum completus, vollständige Sammlung größerer logarithmisch-trigonometrischer Tafeln nach Adrian Black's Arithmetica Logarithmica und Trigonometria artificialis, verbessert, neugeordnet und vermehrt (Leipzig 1794, logaritmos de 10 dígitos)
- Anleitung zur Zeitkunde (Viena 1801)
- Natürliches Maß-, Gewichts- und Metr.System (edição póstuma. Kreil 1803; nova edição 1824)
- Vorlesungen über die Mathematik. Livro didático em 4 volumes (Viena 1782-1800; 8 edições até 1850)